# Anguil
Anguil är en ort i Argentina.   Den ligger i provinsen La Pampa, i den centrala delen av landet, 500 kilometer väster om huvudstaden Buenos Aires. Anguil ligger 159 meter över havet och antalet invånare är 1 977.
Terrängen runt Anguil är mycket platt. Runt Anguil är det ganska glesbefolkat, med 23 invånare per kvadratkilometer.. Anguil är det största samhället i trakten.
Trakten runt Anguil består till största delen av jordbruksmark.